# Ray Santilli
Ray Santilli (Londra, 30 settembre 1958) è un musicista e produttore cinematografico britannico.
È noto principalmente per avere prodotto un video che mostra la presunta autopsia di un alieno, da lui stesso in seguito dichiarato falso, ma solo dopo averne venduto i diritti di trasmissione a numerose reti televisive, inclusa la RAI. Per tale motivo, nel 2006, è divenuto il protagonista del film Alien Autopsy interpretato dal duo comico britannico Ant & Dec.

## Biografia
Figlio di un italiano emigrato in Gran Bretagna dopo la seconda guerra mondiale, ha vissuto nel distretto londinese di Islington, abbandonando la scuola all'età di 18 anni per aderire, come chitarrista, ad un gruppo pop. Nel 1978 comincia ad occuparsi di management degli artisti.
Nel 1982 Santilli fonda la AMP Entertainment, a cui fanno riferimento: Ian Dury, Boy George, Dollar, Hazel O'Connor, Hollywood Beyond, Hot Chocolate, Howard Jones, Jimmy Nail, Ronnie Laine, Shriekback, Grace Kennedy, Noddy Holder, Bill Wyman, Slade, Sweet, Thompson Twins, Uriah Heep, Leo Sayer, Chris de Burgh, The Tourists (più tardi Eurythmics), The Belle Stars, The Lambrettas, Connie Francis, Kid Creole & The Coconuts, The Foundations, The Searchers, The Troggs, The Drifters, The Platters, Jerry Lee Lewis, ABC, The Piranhas, Musical Youth, The Tweets (Birdy Song).
Nel 1985 ha fondato la "Music Broadcasting Services Ltd", una casa indipendente che ha gestito i diritti della Walt Disney Audio Catalogue nel Regno Unito. Fonda, nel 1991, la Merlin Group, società specializzata nel rifacimento di successi da parte degli artisti originali. La Merlin ha anche prodotto e commercializzato diverse trasmissioni televisive. Santilli, tuttavia, è meglio noto per avere sostenuto di essere in possesso di un filmato originale nel quale veniva mostrata l'autopsia di una creatura aliena. Il film originale è stato scoperto da Santilli che lo ha acquisito nel 1992 da un cameraman militare statunitense mentre stava lavorando a un progetto di Elvis Presley. L'autenticità è stata successivamente oggetto di accesi dibattiti fino a quando un «memo», trafugato, è finito nelle mani del miliardario aerospaziale Robert Bigelow che ha dimostrato la provenienza del film. Il promemoria, dagli archivi dell'astronauta della NASA Edgar Mitchell, discute il briefing dello scienziato della CIA Kit Green sul film Alien Autopsy al Pentagono. Nel 2001, Green ha presentato un rapporto affermando: "Il film/video Alien Autopsy è reale, il cadavere alieno è reale e il cadavere visto nel film/video è lo stesso delle foto che Kit ha visto al briefing del Pentagono 1987/88".
Il cadavere alieno si riferisce al celebre presunto UFO crash nei pressi di Roswell. Santilli riuscì a vendere i diritti televisivi ad emittenti di diverse nazioni per diverse migliaia di dollari e il filmato, noto come "Alien Autopsy", venne trasmesso il 28 agosto 1995 realizzando picchi di ascolto eccezionali.
Nel 2006 la storia di Ray Santilli e del suo filmato sono stati l'oggetto di un film dal titolo Alien Autopsy. Nel film si racconta di come Santilli sarebbe venuto in possesso del discusso filmato e che quello divulgato sarebbe un falso, riprodotto a causa del deterioramento della pellicola originale. Tuttavia, secondo l'autore, il falso rispecchierebbe ciò che realmente Santilli avrebbe visto dalla pellicola originale prima del suo danneggiamento. Nel 2006 Ray Santilli ha affermato che diverse parti del filmato "Alien autopsy" sono state recuperate dalla pellicola danneggiata, senza tuttavia aver mai fornito in seguito alcuna prova al riguardo.
Nel 2021 un fotogramma del film dell'autopsia autenticato dalla CIA è all'asta al prezzo di oltre 1.000.000 di $ o 450 Ethereum (ETH) come token non fungibile, o NFT; il che significa che il miglior offerente acquisirà una stringa di codice univoco che verifica l'autenticità del fotogramma del film. Il vincitore riceverà anche un fotogramma reale del film dell'autopsia del 1947 con l'autentica della Kodak.
Tuttavia, smentisce tutto la dichiarazione di Spyros Melaris, che aiutò Santilli a creare il filmato, dichiarando di non aver mai visto alcun nastro "reale" e che non ci sono state discussioni sulla possibilità di ricreare filmati preesistenti.